# Iamus (computador)
Iamus é um cluster de computadores (um semi-gabinete envolto em um envoltório personalizado) localizado na Universidade de Málaga. Alimentado pela tecnologia da Melomics, o módulo de composição do Iamus leva 8 minutos para criar uma composição completa em diferentes formatos musicais, embora a representação nativa possa ser obtida pelo sistema em menos de um segundo (em média). Iamus compõe apenas peças completas de música clássica contemporânea.
O Opus one de Iamus, criado em 15 de outubro de 2010, é o primeiro fragmento de música clássica contemporânea profissional já composta por um computador em seu próprio estilo  (em vez de tentar imitar o estilo dos compositores existentes, como foi feito anteriormente por David Cope) A primeira composição completa de Iamus, Olá Mundo!, estreou exatamente um ano após a criação do Opus one, em 15 de outubro de 2011. Quatro dos trabalhos de Iamus estrearam em 2 de julho de 2012 e foram transmitidos ao vivo da Escola de Ciência da Computação da Universidade de Málaga como parte dos eventos incluídos no ano de Alan Turing. As composições realizadas neste evento foram posteriormente gravadas pela London Symphony Orchestra, criando o álbum Iamus, que a New Scientist relatou como o "primeiro álbum completo a ser composto exclusivamente por um computador e gravado por músicos humanos".
Comentando a autenticidade da música, Stephen Smoliar, crítico de música clássica do The San Francisco Examiner, comentou "O principal é o ato de tornar a música envolvida pelos artistas e como o ouvinte responde ao que esses artistas fazem... o mais interessante sobre os documentos gerados por Iamus é sua capacidade de desafiar os talentos criativos dos músicos ".